# Mutsuhiko Izumi
Mutsuhiko Izumi (泉陸奥彦 Izumi Mutsuhiko?) fue uno de los más grandes compositores en Bemani. Como exdirector de la franquicia de GuitarFreaks & DrumMania tuvo una carrera en Konami que se extiende a través de cuatro décadas diferentes. También trabajó en varios videojuegos no pertenecientes a Bemani, tanto en arcade como en videoconsolas de sobremesa, incluyendo a Snatcher, Metal Gear 2: Solid Snake, Teenage Mutant Ninja Turtles (arcade) y su secuela Turtles in Time, y a varios videojuegos más de género shooter y beat 'em up. También fue director de sonido en Jubeat.
Antes de unirse a Konami, Mutsuhiko estuvo en una banda llamada DADA (no confundir con la banda británica de los años 1990) en el año 1978, la cual poco después fue renombrada como KENNEDY en 1985. Izumi todavía compone canciones para la banda hasta el día de hoy (siendo uno de los pocos miembros que nunca dejaron la banda) mientras trabaja en Konami. Incluso la banda KENNEDY puso en marcha una gira de reencuentro y lanzó un nuevo álbum en 2015, del cual Izumi fue parte del mismo. 
Debido a sus 50 años de experiencia musical, sus canciones compuestas en GuitarFreaks and DrumMania son conocidas por tener un sonido hard rock más áspero en comparación con muchos otros colaboradores de la serie. Por último, también tocó guitarra para muchos otros artistas de Bemani a lo largo de los años.
Cuando Mutsuhiko cumplió 65 años, abandona Konami el 2019 debido a su jubilación. Posterior a su retiro, actuó en el show Thirteen Triangle en Shibuya, siendo su primera aparición fuera de Konami y de Bemani Sound Team el mismo año.

## Música principal
La siguiente lista muestra las canciones que fueron creadas por el mismo autor y también con los artistas que trabajó para su elaboración:

### Beatmania IIDX
- double thrash (beatmania IIDX 12 HAPPY SKY)
- HALF MOON (beatmania IIDX 14 GOLD)

### Dance Dance Revolution
- Spanish Snowy Dance (DanceDanceRevolution (2013))

### ee'MALL
- バリバリブギ ～涙のフルーツポンチ～ (ee'MALL 2nd avenue)
- 純勉夏 (ee'MALL 2nd avenue)

### GuitarFreaks and DrumMania
- Chicago Blue (GUITARFREAKS)
- COOL JOE (GUITARFREAKS)
- FIRE (GUITARFREAKS)
- Happy man (GUITARFREAKS)
- L.A. RIDER (GUITARFREAKS)
- LUCKY? STAFF (GUITARFREAKS)
- SHAKE IT UP (GUITARFREAKS)
- THE ENDLESS SUMMER (GUITARFREAKS)
- ESCAPE (GUITARFREAKS 2ndMIX)
- GO GO AGAIN (GUITARFREAKS 2ndMIX)
- JET WORLD (GUITARFREAKS 2ndMIX)
- KING G (GUITARFREAKS 2ndMIX)
- MR.MACHINE (GUITARFREAKS 2ndMIX)
- MAGIC MUSIC MAGIC (GUITARFREAKS 2ndMIX)
- THE ADVENTURES (GUITARFREAKS 2ndMIX)
- WANNA BE YOUR BOY (GUITARFREAKS 2ndMIX)
- ECLIPSE (GUITARFREAKS 2ndMIX / drummania Link version)
- PRIMAL SOUL (GUITARFREAKS 2ndMIX / drummania Link version)
- DOUBLE ORBIT (drummania 2ndMIX)
- LOVE AFFAIR (drummania 2ndMIX)
- SUNNY DAY SUNDAY (drummania 2ndMIX)
- 春～SPRING～ (drummania 2ndMIX)
- A HAND TO HOLD (GUITARFREAKS 3rdMIX)
- HAPPY LUCKY BOY (GUITARFREAKS 3rdMIX)
- NAN QUEEN (GUITARFREAKS 3rdMIX)
- THICK AND FAST (GUITARFREAKS 3rdMIX)
- WAY TO GO (GUITARFREAKS 3rdMIX)
- FIRE (Long Version) (GUITARFREAKS 3rdMIX)
- JET WORLD (Long Version) (GUITARFREAKS 3rdMIX)
- L.A.RIDER (Long Version) (GUITARFREAKS 3rdMIX)
- SMOKE ON THE WATER (GUITARFREAKS 3rdMIX)
- CLASSIC PARTY (GUITARFREAKS 3rdMIX / drummania 2ndMIX)
- HELPLESS (GUITARFREAKS 3rdMIX / drummania 2ndMIX)
- LOUD! (GUITARFREAKS 3rdMIX / drummania 2ndMIX)
- BAD MEDICINE (GUITARFREAKS 4thMIX / drummania 3rdMIX)
- CALL MY NAME (GUITARFREAKS 4thMIX / drummania 3rdMIX)
- CARNIVAL DAY (GUITARFREAKS 4thMIX / drummania 3rdMIX)
- CLASSIC PARTY 2 (GUITARFREAKS 4thMIX / drummania 3rdMIX)
- DADDY,BROTHER,LOVER,LITTLE BOY (GUITARFREAKS 4thMIX / drummania 3rdMIX)
- DAY DREAM (GUITARFREAKS 4thMIX / drummania 3rdMIX)
- FLY HIGH (GUITARFREAKS 4thMIX / drummania 3rdMIX)
- Furi Furi'60 (GUITARFREAKS 4thMIX / drummania 3rdMIX)
- GIANT SLUG (GUITARFREAKS 4thMIX / drummania 3rdMIX)
- KILLER QUEEN (GUITARFREAKS 4thMIX / drummania 3rdMIX)
- LIAR! LIAR! (GUITARFREAKS 4thMIX / drummania 3rdMIX)
- RIGHT ON TIME (GUITARFREAKS 4thMIX / drummania 3rdMIX)
- PRIMAL SOUL (Long Version) (GUITARFREAKS 4thMIX / drummania 3rdMIX)
- Secrets of your heart (GUITARFREAKS 4thMIX / drummania 3rdMIX)
- 愛のしるし (GUITARFREAKS 4thMIX / drummania 3rdMIX)
- ダイナマイト (GUITARFREAKS 4thMIX / drummania 3rdMIX)
- CARNIVAL (GUITARFREAKS 5thMIX / drummania 4thMIX)
- CLASSIC PARTY 3 (GUITARFREAKS 5thMIX / drummania 4thMIX)
- Depend on you (GUITARFREAKS 5thMIX / drummania 4thMIX)
- FIRE IN THE DARK (GUITARFREAKS 5thMIX / drummania 4thMIX)
- MAGICAL JET TOUR (GUITARFREAKS 5thMIX / drummania 4thMIX)
- MAGICAL JET TOUR (Long Version) (GUITARFREAKS 5thMIX / drummania 4thMIX)
- Mr.Moon (GUITARFREAKS 5thMIX / drummania 4thMIX)
- SILLY GIRL (GUITARFREAKS 5thMIX / drummania 4thMIX)
- STONE COLD BUSH (GUITARFREAKS 5thMIX / drummania 4thMIX)
- The Least 100sec (GUITARFREAKS 5thMIX / drummania 4thMIX)
- TIGER, TOO (GUITARFREAKS 5thMIX / drummania 4thMIX)
- VENUS (GUITARFREAKS 5thMIX / drummania 4thMIX)
- WELCOME TO THE JUNGLE (GUITARFREAKS 5thMIX / drummania 4thMIX)
- BALALAIKA, CARRIED WITH THE WIND (GUITARFREAKS 6thMIX / drummania 5thMIX)
- Brazilian Anthem (GUITARFREAKS 6thMIX / drummania 5thMIX)
- CLASSIC PARTY triathlon (GUITARFREAKS 6thMIX / drummania 5thMIX)
- E-MAIL ME! (GUITARFREAKS 6thMIX / drummania 5thMIX)
- FIREBALL (GUITARFREAKS 6thMIX / drummania 5thMIX)
- JET WORLD (Long Version) (GUITARFREAKS 6thMIX / drummania 5thMIX)
- MIDNIGHT SUN (GUITARFREAKS 6thMIX / drummania 5thMIX)
- MISS YOU (GUITARFREAKS 6thMIX / drummania 5thMIX)
- plastic imitations (GUITARFREAKS 6thMIX / drummania 5thMIX)
- Riff Riff Paradise (GUITARFREAKS 6thMIX / drummania 5thMIX)
- STOP THIS TRAIN (GUITARFREAKS 6thMIX / drummania 5thMIX)
- 君のとなりに... (GUITARFREAKS 6thMIX / drummania 5thMIX)
- 子供の落書き帳 (GUITARFREAKS 6thMIX / drummania 5thMIX)
- BURN (GUITARFREAKS 7thMIX / drummania 6thMIX)
- Concertino in Blue (GUITARFREAKS 7thMIX / drummania 6thMIX)
- Destiny lovers (GUITARFREAKS 7thMIX / drummania 6thMIX)
- innocent world (GUITARFREAKS 7thMIX / drummania 6thMIX)
- MODEL DD2 (GUITARFREAKS 7thMIX / drummania 6thMIX)
- O JIYA (GUITARFREAKS 7thMIX / drummania 6thMIX)
- One Phrase Blues (GUITARFREAKS 7thMIX / drummania 6thMIX)
- pot-pourri d'orange (GUITARFREAKS 7thMIX / drummania 6thMIX)
- Riff Riff Orbit (GUITARFREAKS 7thMIX / drummania 6thMIX)
- ROCKET DIVE (GUITARFREAKS 7thMIX / drummania 6thMIX)
- under control (GUITARFREAKS 7thMIX / drummania 6thMIX)
- みかんのうた (GUITARFREAKS 7thMIX / drummania 6thMIX)
- CHOCOLATE PHILOSOPHY (GUITARFREAKS 8thMIX / drummania 7thMIX)
- HEAVEN INSIDE (GUITARFREAKS 8thMIX / drummania 7thMIX)
- MODEL DD3 (GUITARFREAKS 8thMIX / drummania 7thMIX)
- ファミレス‧ボンバー (GUITARFREAKS 8thMIX / drummania 7thMIX)
- 人にやさしく (GUITARFREAKS 8thMIX / drummania 7thMIX)
- 美丽的家乡 (GUITARFREAKS 8thMIX / drummania 7thMIX)
- 三毛猫ロック (GUITARFREAKS 8thMIX / drummania 7thMIX)
- ROOPA (GUITARFREAKS 8thMIX / drummania 7thMIX power-up ver.)
- スタアの恋人 (GUITARFREAKS 8thMIX / drummania 7thMIX power-up ver.)
- たまゆら (GUITARFREAKS 8thMIX / drummania 7thMIX power-up ver.)
- わすれもの (GUITARFREAKS 8thMIX / drummania 7thMIX power-up ver.)
- 777 (GUITARFREAKS 9thMIX / drummania 8thMIX)
- Black horizon (GUITARFREAKS 9thMIX / drummania 8thMIX)
- CRIES IN THE WILDERNESS (GUITARFREAKS 9thMIX / drummania 8thMIX)
- LA ARENA ROJA (GUITARFREAKS 9thMIX / drummania 8thMIX)
- MAD BLAST ~DRASTIC AGGRESSION STYLE~ (GUITARFREAKS 9thMIX / drummania 8thMIX)
- MODEL DD4 (GUITARFREAKS 9thMIX / drummania 8thMIX)
- Out of breath (GUITARFREAKS 9thMIX / drummania 8thMIX)
- PARTY HARD (GUITARFREAKS 9thMIX / drummania 8thMIX)
- TIERRA BUENA (GUITARFREAKS 9thMIX / drummania 8thMIX)
- USED TO ROCK'N ROLL (GUITARFREAKS 9thMIX / drummania 8thMIX)
- 淚のregret (GUITARFREAKS 9thMIX / drummania 8thMIX)
- 瞬的愛歌 (JET LOVE) (GUITARFREAKS 9thMIX / drummania 8thMIX)
- Black Sheep (GUITARFREAKS 10thMIX / drummania 9thMIX)
- CLASSIC PARTY 復活。 (GUITARFREAKS 10thMIX / drummania 9thMIX)
- Handsome JET L-Project (GUITARFREAKS 10thMIX / drummania 9thMIX)
- Honolulu Loco Boy (GUITARFREAKS 10thMIX / drummania 9thMIX)
- MODEL DD5 (GUITARFREAKS 10thMIX / drummania 9thMIX)
- PIPELINE (GUITARFREAKS 10thMIX / drummania 9thMIX)
- pot-pourri d'marmalade (GUITARFREAKS 10thMIX / drummania 9thMIX)
- RISE (GUITARFREAKS 10thMIX / drummania 9thMIX)
- r.p.m.RED (GUITARFREAKS 10thMIX / drummania 9thMIX)
- Timepiece phase II (GUITARFREAKS 10thMIX / drummania 9thMIX)
- 水晶～瞳の中の未来～ (GUITARFREAKS 10thMIX / drummania 9thMIX)
- LET ME BELIEVE (GUITARFREAKS 11thMIX / drummania 10thMIX)
- MODEL DD6 (GUITARFREAKS 11thMIX / drummania 10thMIX)
- My Friend (GUITARFREAKS 11thMIX / drummania 10thMIX)
- SUNRISE STREET (GUITARFREAKS 11thMIX / drummania 10thMIX)
- YARA TUM KAHAN? (GUITARFREAKS 11thMIX / drummania 10thMIX)
- 二人はラブラブ (仮) (GUITARFREAKS 11thMIX / drummania 10thMIX)
- AFTER A HARD DAY (GuitarFreaks V & DrumMania V)
- ancient breeze (GuitarFreaks V & DrumMania V)
- Balance (GuitarFreaks V & DrumMania V)
- Destructive Wave (GuitarFreaks V & DrumMania V)
- Fairy Tales (GuitarFreaks V & DrumMania V)
- Little Prayer (GuitarFreaks V & DrumMania V)
- Misirlou (GuitarFreaks V & DrumMania V)
- NO MORE CRYING (GuitarFreaks V & DrumMania V)
- White tornado (GuitarFreaks V & DrumMania V)
- 哀愁のコリゴリラ (GuitarFreaks V & DrumMania V)
- フレンズ (GuitarFreaks V & DrumMania V)
- 三度笠ポン太は今日も行く (GuitarFreaks V & DrumMania V)
- タラッタダンス (GuitarFreaks V & DrumMania V)
- Be Proud (GuitarFreaks V2 & DrumMania V2)
- Burnt (GuitarFreaks V2 & DrumMania V2)
- Magic words? (GuitarFreaks V2 & DrumMania V2)
- MODEL DD7 (GuitarFreaks V2 & DrumMania V2)
- over there (GuitarFreaks V2 & DrumMania V2)
- 風に吹かれて三度笠ポン太 (GuitarFreaks V2 & DrumMania V2)
- 南風 (GuitarFreaks V2 & DrumMania V2)
- 母に抱かれて三度笠ポン太 (GuitarFreaks V2 & DrumMania V2 (CS))
- MODEL FT2 (GuitarFreaks V3 & DrumMania V3)
- MODEL FT2 Miracle Version (GuitarFreaks V3 & DrumMania V3)
- Purple storm (GuitarFreaks V3 & DrumMania V3)
- Rock Star (GuitarFreaks V3 & DrumMania V3)
- WISH (GuitarFreaks V3 & DrumMania V3)
- エンジェルマジック (GuitarFreaks V3 & DrumMania V3)
- MIDNIGHT SUN (Long Version) (GuitarFreaks V3 & DrumMania V3 (CS))
- You ～Meaning All Orbit～ (GuitarFreaks V3 & DrumMania V3 (CS))
- 黄金岬 (GuitarFreaks V3 & DrumMania V3 (CS))
- GORI GORI (GuitarFreaks V4 & DrumMania V4)
- Long Live Rock'N'Roll (GuitarFreaks V4 & DrumMania V4)
- MODEL DD8 (GuitarFreaks V4 & DrumMania V4)
- MOVE OVER (GuitarFreaks V4 & DrumMania V4)
- Not So Bad (GuitarFreaks V4 & DrumMania V4)
- STILL OF THE NIGHT (GuitarFreaks V4 & DrumMania V4)
- Blue Forest (GuitarFreaks V5 & DrumMania V5)
- Electric Lady (GuitarFreaks V5 & DrumMania V5)
- Power Game (GuitarFreaks V5 & DrumMania V5)
- 真夏の恋は ちゅらちゅらLOVE☆ (GuitarFreaks V5 & DrumMania V5)
- Blue Earth (GuitarFreaks V6 & DrumMania V6)
- Jungle (GuitarFreaks V6 & DrumMania V6)
- Let Me Go (GuitarFreaks V6 & DrumMania V6)
- Sky (GuitarFreaks V6 & DrumMania V6)
- 情熱 fun! fun! (GuitarFreaks V6 & DrumMania V6)
- Blue planet (GuitarFreaksXG & DrumManiaXG)
- HYPER JET LAND (GuitarFreaksXG & DrumManiaXG)
- IMITATION TOUCH (GuitarFreaksXG & DrumManiaXG)
- Invincible (GuitarFreaksXG & DrumManiaXG)
- MODEL DD9 (GuitarFreaksXG & DrumManiaXG)
- 三毛猫JIVE&ジャイブ (GuitarFreaksXG & DrumManiaXG)
- blue moon (GuitarFreaksXG2 & DrumManiaXG2)
- Brown blizzard (GuitarFreaksXG2 & DrumManiaXG2)
- Chinese Snowy Dance (GuitarFreaksXG2 & DrumManiaXG2)
- FIFTH GIG (GuitarFreaksXG2 & DrumManiaXG2)
- FIFTH GIG TYPE II (GuitarFreaksXG2 & DrumManiaXG2)
- I can be!! (GuitarFreaksXG2 & DrumManiaXG2)
- MARTIAL ARTS (GuitarFreaksXG2 & DrumManiaXG2)
- Spiral Wind (GuitarFreaksXG2 & DrumManiaXG2)
- 明鏡止水 - Stop The Fire Mix (GuitarFreaksXG2 & DrumManiaXG2)
- Cosmic Hurricane (GFDM ver.) (GuitarFreaksXG3 & DrumManiaXG3)
- I'm so Happy (Rockin' ver.) (GuitarFreaksXG3 & DrumManiaXG3)
- MODEL DD10 (GuitarFreaksXG3 & DrumManiaXG3)
- POWER (GuitarFreaksXG3 & DrumManiaXG3)
- overviews (GuitarFreaksXG3 & DrumManiaXG3)
- Snow Goose GFDM ver. (GuitarFreaksXG3 & DrumManiaXG3)
- Snowy India (GuitarFreaksXG3 & DrumManiaXG3)
- 双つ雲と暁の奏 (GuitarFreaksXG3 & DrumManiaXG3)
- 夏・KOI・ムッシュ!! (GuitarFreaksXG3 & DrumManiaXG3)
- サムライハート (Some Like It Hot!!) (GuitarFreaksXG3 & DrumManiaXG3)
- 800nm (GuitarFreaksXG3 & DrumManiaXG3 / jubeat copious APPEND)
- 歌の翼 (GuitarFreaksXG3 & DrumManiaXG3 / jubeat copious APPEND)

### GITADORA
- BLUE BOOTS (GITADORA)
- Mighty Wind (GITADORA)
- MODEL FT3 (GITADORA)
- Red haze (GITADORA)
- Sakura Sunrise (GITADORA ver.) (GITADORA)
- Spanish Snowy Dance (daybreak ver.) (GITADORA)
- Squeeze -GITADORA Mix- (GITADORA)
- 冬色 (GITADORA)
- 元禄花吹雪 (GITADORA)
- ガラス越し→バイなう (GITADORA)
- ラキラキ (GITADORA Ver.) (GITADORA)
- Mambo Caribbean 5 (GITADORA OverDrive)
- MODEL DD ULTIMATES (GITADORA OverDrive)
- Nature (GITADORA ver.) (GITADORA OverDrive)
- Silver star (GITADORA OverDrive)
- Summer '64 (GITADORA OverDrive)
- The ULTIMATES -Darkness- (GITADORA OverDrive)
- DEMON SLAYER (GITADORA Tri-Boost)
- Skyscraper (GITADORA Tri-Boost)
- 恋のミラクルレシピ (GITADORA Tri-Boost)
- サヨナラ・ヘヴン -GITADOROCK ver.- (GITADORA Tri-Boost)

### jubeat
- Crosswind (jubeat)
- Happy Happy (jubeat)
- I love マミー (jubeat)
- In Scottish Highlands (jubeat)
- Polaris (jubeat)
- Snow Goose (jubeat)
- 天国と地獄 (jubeat)
- ECO FIGHTER (jubeat ripples)
- Russian Snowy Dance (jubeat ripples)
- 恋のメリーゴーランド (jubeat ripples)
- ウィリアム･テル序曲 (jubeat ripples)
- 少年リップルズ (jubeat ripples APPEND)
- スペースカーニバル (jubeat ripples APPEND)
- Green Green Dance (jubeat knit)
- Ready Go!! (jubeat knit)
- 白鳥の湖 (jubeat knit)
- 愛と勇気の三度笠ポン太 (jubeat knit APPEND)
- Red Goose (jubeat copious)
- トルコ行進曲 (jubeat copious)
- Holy Snow (jubeat saucer)
- Mirage (jubeat saucer)
- Blue Goose (jubeat saucer fulfill)
- Nature (jubeat version) (jubeat saucer fulfill)
- ハンガリー舞曲 第5番 (jubeat version) (jubeat saucer fulfill)
- 炎のDiargos (jubeat prop)

### Pop'n music
- Pa La La 42 (pop'n music 11)
- ススメ! 少年!! (pop'n music 12 いろは)
- ヒツゼンでしょ! (Happy Man Japanese Version) (pop'n music 13 カーニバル CS)
- アンデスの太陽 (pop'n music 15 ADVENTURE)
- こなもん屋人情歌 (pop'n music 16 PARTY♪)
- Red Roses (pop'n music 19 TUNE STREET)
- 鳳凰 ～Chinese Phoenix Mix～ (pop'n music 20 fantasia)
- 滑り台のマーチ (pop'n music Sunny Park)

### REFLEC BEAT
- DRAGON KILLER (REFLEC BEAT limelight)
- FIRE (REFLEC Version) (REFLEC BEAT colette -All Seasons-)
- Snow Eagle (REFLEC BEAT groovin'!!)

### Otros
- ラキラキ (私立BEMANI学園)
- Squeeze (熱闘！BEMANIスタジアム)
- KHAMEN BREAK (発見！よみがえったBEMANI遺跡)
- 虹色遊園地 (BEMANI SUMMER DIARY 2015)